# 2020年の科学
2020年の科学（2020ねんのかがく）では、2020年（令和2年）の科学分野に関する出来事について記述する。

## できごと

### 1月
- 1月6日 - アメリカ航空宇宙局（NASA）が、地球から101.4光年離れた赤色矮星TOI-700のハビタブルゾーン内を公転する地球型惑星TOI-700 dを、TESSの観測で発見したと発表した[1]。
- 1月15日
  - 真核生物の祖先である古細菌プロメテアルカエウム・シントロフィクムのゲノムを解析した海洋研究開発機構の論文が『ネイチャー』誌に掲載された。このグループの古細菌の培養に成功したのは世界で初めてとなる[2][3]。
  - 太陽系から最も近い恒星プロキシマ・ケンタウリを公転する太陽系外惑星プロキシマ・ケンタウリcの存在が確認された[4][5]。
- 1月16日 - ダイオウイカのゲノムが初めて解読されたことを報告する論文が出された[6]。
- 1月17日 - 世界で初めて原子の結合や分離の様子が撮影され、映像が公開された[7]。
- 1月20日 - 中国の広東省で、新型コロナウイルス (SARS-CoV-2) のヒト-ヒト感染が確認された[8]。１月20日：新型コロナウイルスのヒト-ヒト感染を確認

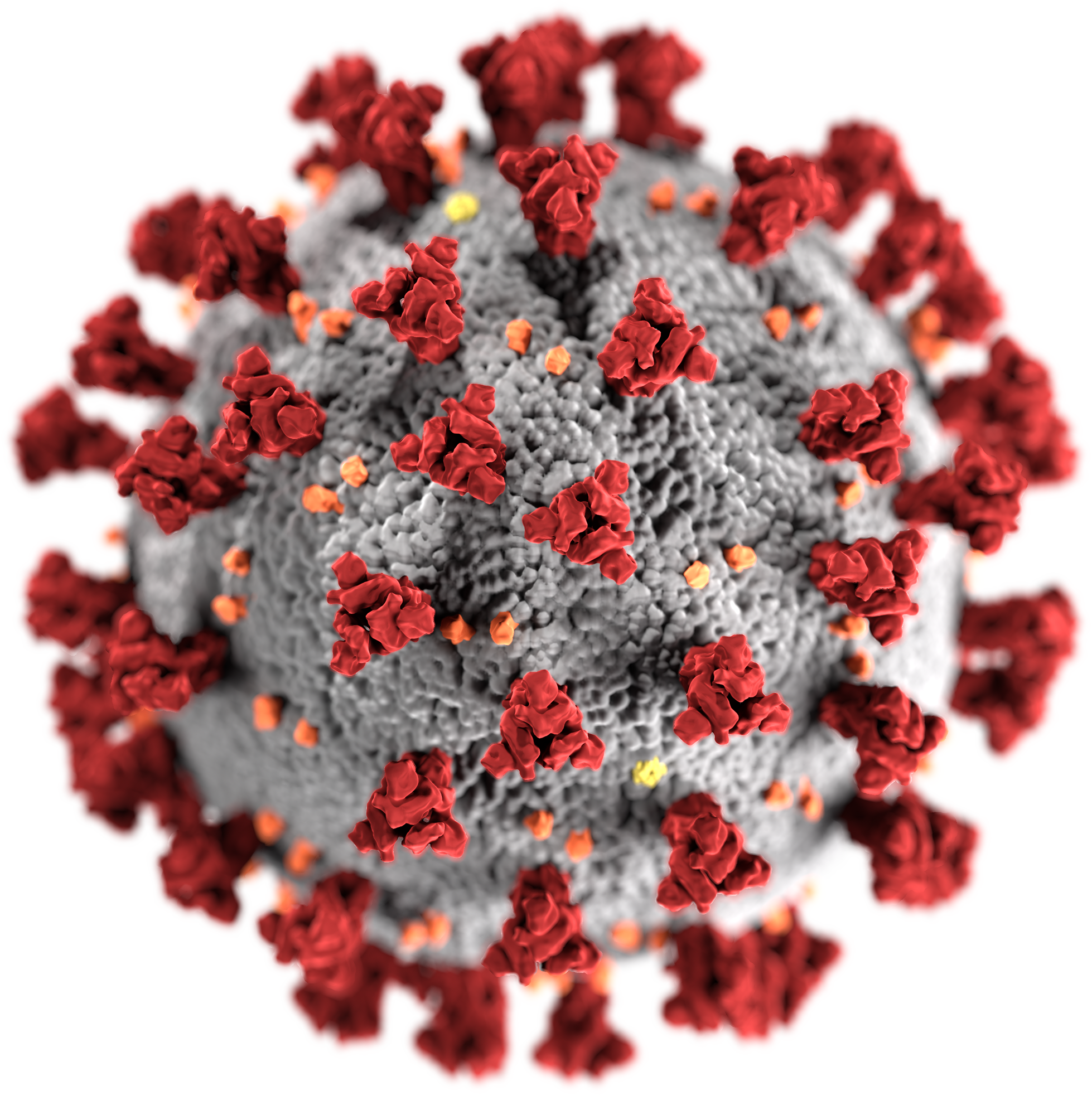
１月20日：新型コロナウイルスのヒト-ヒト感染を確認

- 1月21日 - ショウジョウバエの脳の3分の1の領域に相当する、2万5000のニューロンと2000万のシナプスを含むコネクトームを、グーグルなどが公開した[9][10]。
- 1月28日 - 厚生労働省が記者会見を開き、日本人初の新型コロナウイルス感染者が確認されたと発表した[11]。
- 1月30日 - 日本政府がこの日に2019年度補正予算案を成立させた[12]ことにより、ハイパーカミオカンデ計画が正式に開始した[13]。

### 2月
- 2月3日 - マサチューセッツ工科大学の研究で、B型インフルエンザウイルスが持つプロトン選択的なイオンチャネルであるタンパク質BM2の構造が解明された[14][15]。
- 2月5日 - 白亜紀の後期に生息していた軟体動物の殻の化石を分析した結果、当時の1年は372日であり、1日は現在よりも30分短かったと報告された[16]。地球の自転速度は月の潮汐効果によって減速している。
- 2月11日 - 世界保健機関 (WHO) が中国で発見された新型コロナウイルスによる疾患を「COVID-19」、国際ウイルス分類委員会 (ICTV) がこのウイルスを「SARS-CoV-2」と命名した[17]。
- 2月12日 - ヨーク大学の研究で、d*(2830) ヘキサクォーク（英語版）のボーズ・アインシュタイン凝縮の形成が、初期宇宙において暗黒物質とされている85%の物質を説明するのに十分な量が生成されていた可能性が報告され、暗黒物質の新しい候補とされた[18]。
- 2月25日 - 岐阜県飛騨市に建設された重力波望遠鏡のKAGRAが観測を開始した[19][20]。

### 3月
- 3月5日 - NASAの火星探査ミッション「マーズ2020」の火星ローバーの名前が「パーサヴィアランス」に決まったと発表された[21]。
- 3月11日
  - ヨーロッパ南天天文台の超大型望遠鏡VLTを使った観測で、太陽系外惑星WASP-76bには鉄の雨が降ることが分かった[22][23]。
  - 1961年に理論的に予測されていた核電気共鳴を、初めて実験的に確認されたことを報告する論文が発表された[24][25]。
- 3月19日 - 人工衛星からの観測データで、新型コロナウイルス感染症の世界的流行に伴うロックダウンなどの影響で、世界中で大気汚染が大幅に改善したことが示された[26][27]。

### 4月
- 4月9日 - ATLAS彗星 (C/2019 Y4)の核が崩壊した可能性が指摘された[28]。実際に同月20日と23日にはハッブル宇宙望遠鏡による観測で核が崩壊しているのが観測されている[29]。
- 4月15日 - NASAはケプラー宇宙望遠鏡によるトランジット法での観測データから、惑星ケプラー1649cを発見したと発表した。当初、この観測データは偽陽性（惑星のトランジットによるものでない）とされていたが、解析を改めて行った結果、存在が確認された。
- 4月22日 - タスマニア大学の研究によって、マイクロプラスチックによる汚染が南極でも確認された[30][31]。

### 5月
- 5月1日 - 東京大学などの研究で、室温下での条件で初めて二原子炭素の合成に成功したと発表された[32][33]。
- 5月5日 - 有人宇宙船や宇宙ステーション打ち上げ用に開発が進められていた中国の大型ロケット「長征5B」が初めて打ち上げられた[34]。
- 5月8日 - 人間の生存において限界とされる湿球温度まで気温が上昇していることが、亜熱帯地域などで既に数回確認されていることが研究により明らかとなった[35]。
- 5月30日 - アメリカの宇宙開発企業スペースXが、この日の午後3時22分（日本時間31日午前4時22分）、NASAの2人の宇宙飛行士を乗せた宇宙船クルードラゴンを打ち上げ、初の有人飛行に成功した[36]。

### 6月
- 6月3日
  - マヤ地域で最古かつ最大の建造物「アグアダ・フェニックス（英語版）」が、アリゾナ大学の研究で発見された。この研究はLIDARを使って行われた[37][38]。
  - 東京工業大学などの研究で、フッ素同位体28Fの準位構造を初めて明らかにし、この原子核において魔法数20の性質が消失していることが分かった[39]。
- 6月4日 - 地球から約3140光年離れたケプラー160の周りを公転する、太陽系外惑星ケプラー160dの存在が明らかになった[40]。また、これと同時にケプラー160のハビタブルゾーン内にも、未知の惑星の存在の可能性が示された。この惑星候補はKOI-456.04と呼ばれている。
- 6月16日 - オックスフォード大学は、安価で広く普及しているステロイド系抗炎症薬であるデキサメタゾンを用いた大規模な試験で、COVID-19患者の死亡率を大幅に減少させることができると報告した[41]。
- 6月23日 - 理化学研究所と富士通が開発したスーパーコンピュータ「富岳」が、米国の「Summit」の性能を上回り、スーパーコンピュータ計算速度ランキングで世界首位となった[42]。
- 6月24日 - イタリアのシエナ大学の研究チームは、サウス・シェトランド諸島のキングジョージ島に生息するナンキョクトビムシから、ポリスチレンの破片が見つけたと発表し、既に南極における食物連鎖の中にプラスチックが侵入していることを確認した[43]。

### 7月
- 7月20日 - アラブ首長国連邦の初の火星探査機「al-Amal」が日本のH-IIAロケットで種子島宇宙センターから打ち上げられた[44]。
- 7月23日 - 中国の火星探査機「天問1号」が、海南省にある文昌衛星発射場から長征5号ロケットで打ち上げられた[45]。
- 7月27日 - ピッツバーグ大学が、人工知能を用いた前立腺癌の識別において、感度98%、特異度97％という最高精度を達成した[46][47]。
- 7月30日 - NASAの火星探査ローバー「パーサヴィアランス」が打ち上げられた[48]。7月30日：火星探査ローバー「パーサヴィアランス」が打ち上げられた。

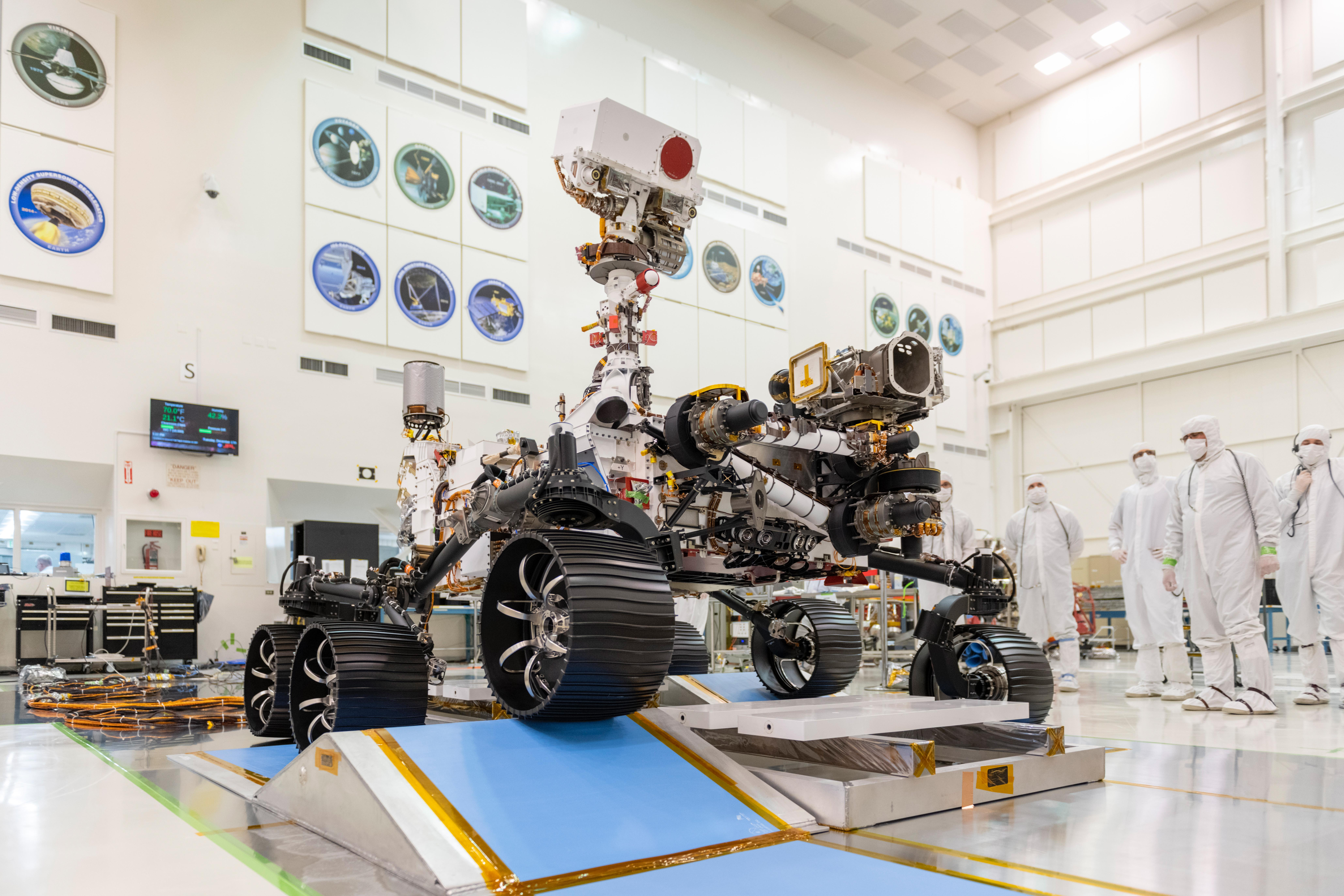
7月30日：火星探査ローバー「パーサヴィアランス」が打ち上げられた。

### 8月
- 8月4日 - 神戸大学の研究で、水田に生息するマメガムシはカエルに捕食されてもカエルの消化管を生きたまま通過して総排出腔から脱出することが報告された[49]。

- 8月5日 - ニューギニア島でこれまでに13,000種を超える維管束植物が確認され、マダガスカルを抑えて世界で最も植物学的に多様な島であることが分かった[50]。
- 8月11日 - ロシアのウラジーミル・プーチン大統領がCOVID-19に対するワクチン「スプートニクV」を承認し、ロシア保健省により登録された[51]。
- 8月16日 - アポロ群に属する小惑星2020 QGがこの日、地球表面から2,950kmまで接近し、これまでで最も地球に接近した小惑星となった[52][53]。
- 8月18日 - レーザー駆動によるプラズマ加速機を30時間安定して運転することに成功した。この粒子加速器は従来のものに比べてはるかに小さく、技術的な応用が期待される[54]。
- 8月28日 - Googleが、量子コンピュータによるハートリー・フォック近似を行い、最大規模の化学シミュレーションを実行したと報告した[55]。

### 9月
- 9月2日 - 2019年5月に重力波検出装置LIGOが検出した信号が重力波であることを確認した論文が発表された。GW190521と呼ばれるこの重力波は、2つのブラックホールの合体によって発生し、合体後のブラックホールの質量は太陽の142倍とされる。この事例により、初めて中間質量ブラックホールの存在の明確な証拠が得られた[56]。
- 9月15日
  - NASAとアメリカ海洋大気庁（NOAA）の分析により、第25太陽周期（英語版）が2019年12月から始まったことが確認された[57]。
  - 日本の小惑星探査機はやぶさ2の拡張ミッションとして、次の目的地が1998 KY26に決定したとJAXAが発表した[58]。到着は2031年7月の見込み。

### 10月
- 10月13日 - 赤色超巨星のベテルギウスまでの距離が、これまで考えられていたよりも約25％近い530光年であることが分かった。また、ベテルギウスの大きさも、木星の長半径の大きさから木星軌道の3分の2程度まで下方修正された[59][60]。
- 10月14日 - 260GPaという超高圧下、室温15℃で超伝導の実現に成功したとするロチェスター大学の研究論文が発表された[61]。しかし、後に再現性に疑いがかけられたことや、研究のデータの取り扱いが不透明であるという指摘があり、発表から約2年後の2022年9月26日、著者全員が反対する中、ネイチャー誌がこの論文を撤回している[62][63]。
- 10月15日 - NASAは、アタカマ大型ミリ波サブミリ波干渉計 (ALMA) を使った観測で、土星の衛星タイタンの大気中にシクロプロペニリデンラジカルを少量発見したことを発表した[64]
- 10月20日 - NASAの小惑星探査機「オサイリス・レックス」が小惑星ベンヌにタッチダウンし、サンプルを採取した。10月20日：小惑星探査機「オサイリス・レックス」による小惑星ベンヌへのタッチダウン

10月20日：小惑星探査機「オサイリス・レックス」による小惑星ベンヌへのタッチダウン

### 11月
- 11月1日 - サヘラントロプス・チャデンシスはヒト族に属していなかったとする論文が発表された[65]。
- 11月18日 - 固体脂質ナノ粒子を用いたCRISPR/Cas9が、がん治療に初めて使用されたことが報告された[66]。
- 11月23日 - アストラゼネカ社とオックスフォード大学が共同で開発したCOVID-19ワクチン「AZD1222」の予備試験結果を発表し、70％の有効性があるとした。
- 11月24日 - 日本標準時の午前5時半、中国の月探査機「嫦娥5号」が海南省にある文昌衛星発射場から長征5号ロケットで打ち上げられた。

### 12月
- 12月1日
  - 中国標準時23時11分に、中国の月探査機「嫦娥5号」が月面に軟着陸した[67]。
  - プエルトリコにあるアレシボ天文台が、ケーブルの断線や受信機のプラットフォームの落下により崩壊した[68][69][70]。
- 12月2日 - シンガポールにおいて、世界で初めて培養肉が認可を受けた。
- 12月5日～6日 - 日本の小惑星探査機「はやぶさ2」が小惑星リュウグウからサンプルを回収し、地球に帰還。5日にサンプルが入ったカプセルを分離した。カプセルは6日に大気圏に再突入し、オーストラリアのウーメラ砂漠で回収された。12月5日～6日：JAXAの小惑星探査機「はやぶさ2」が、試料の入ったカプセルを地球に向けて分離した。

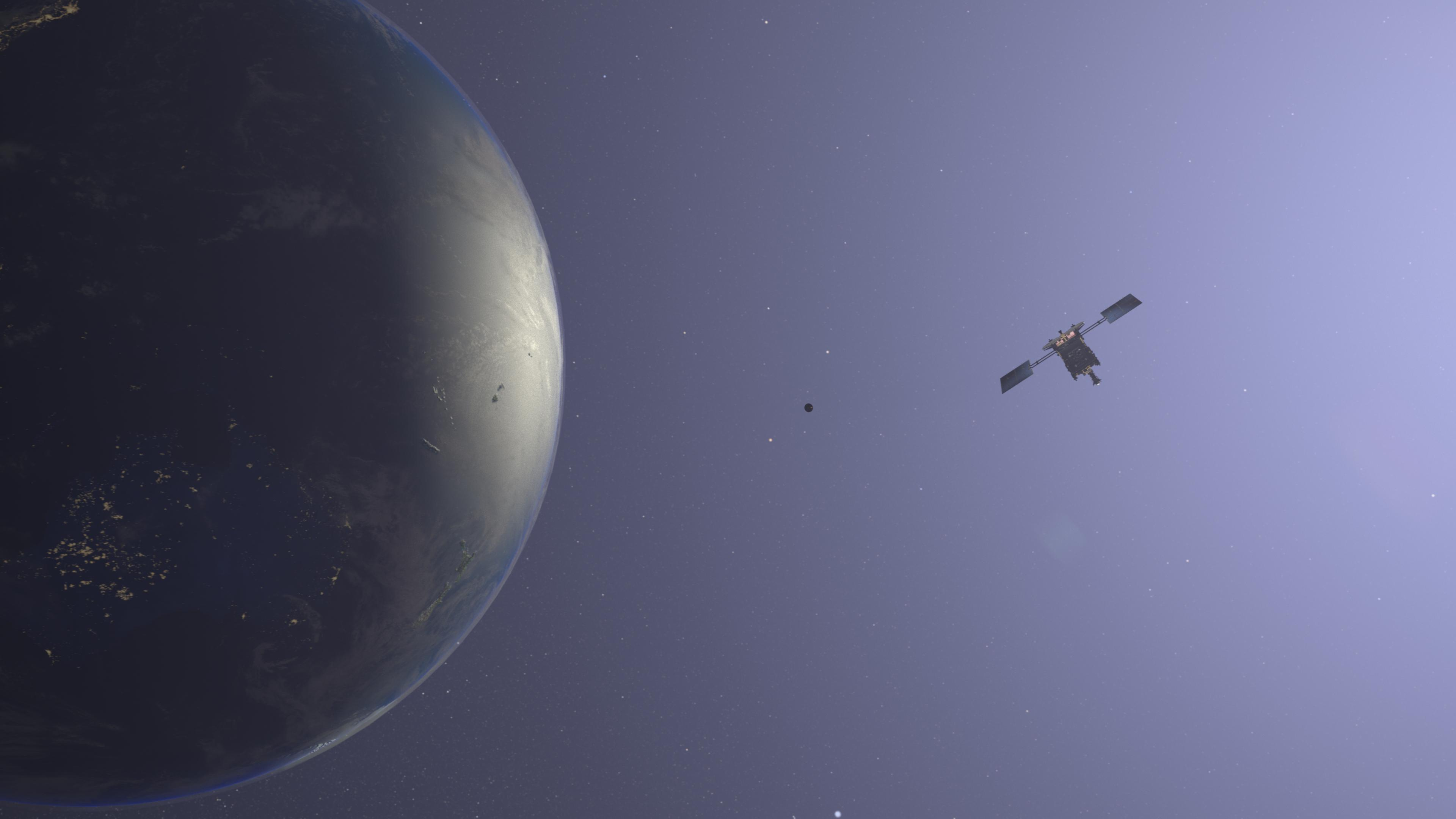
12月5日～6日：JAXAの小惑星探査機「はやぶさ2」が、試料の入ったカプセルを地球に向けて分離した。

- 12月11日 - HD 106906 b（英語版）の軌道運動が観測された[71][72]。
- 12月17日
  - 現地時間のこの日、中国の月探査機「嫦娥5号」が月面サンプルを持ち帰り、帰還機が地球に着陸した。1976年以来の旧ソ連のルナ24号以来44年ぶりの月面サンプルリターンミッションとなった[73][74]。12月17日：「嫦娥5号」の月面サンプルリターンミッション

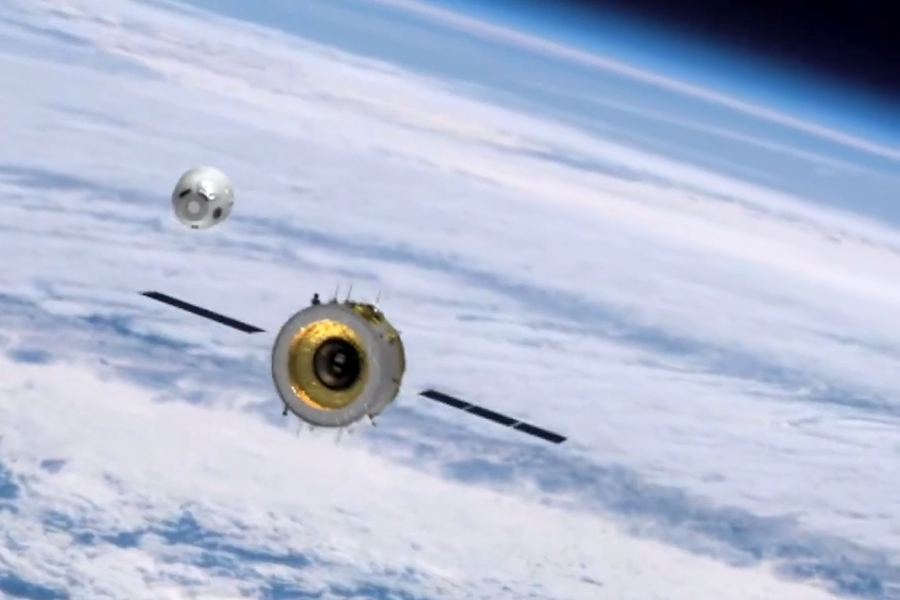
12月17日：「嫦娥5号」の月面サンプルリターンミッション

  - 地球上の人工物の質量（人為起源物質量）が、全球の総生物量を上回ったことを報告する論文が、『ネイチャー』誌に掲載された[75]。
  - 米科学誌『サイエンス』が2020年のブレークスルー・オブ・ザ・イヤー（下記）を発表した[76]。
- 12月18日 - 2019年4月と同年5月に検出された地球外知的生命体探査 (SETI) の信号の候補BLC-1が報告された。この信号は2021年の研究で誤検出だったと結論付けられている。
- 12月22日 - 人工知能が月の低・中緯度地域に10万9000個以上の新しいクレーターを発見した[77]。
- 12月23日 - マスクが会話や咳の際に飛沫を拡散させるリスクを最大99.9%低減させるというエディンバラ大学の研究結果が発表された[78]。

| No. | 今年の10大科学業績                                          |
| --- | ----------------------------------------------------------- |
| 1   | 新型コロナウイルス感染症に対する迅速なワクチンの開発        |
| 2   | ゲノム編集技術CRISPRを用いた鎌状赤血球症とβサラセミアの治療 |
| 3   | 黒人科学者の躍進                                            |
| 4   | 地球温暖化の予測精度の向上                                  |
| 5   | 高速電波バーストの起源の特定                                |
| 6   | インドネシアで最古の洞窟壁画が発見された                    |
| 7   | 人工知能によるタンパク質の構造予測                          |
| 8   | HIVの体内の潜伏場所と重症度の関係性の解明                   |
| 9   | 超高圧下での室温超伝導の実現                                |
| 10  | 鳥類における脳皮質の発見と感覚意識の検出                    |

## 受賞
- アーベル賞 - ヒレル・ファステンバーグ、グレゴリー・マルグリス
- チューリング賞 - アルフレッド・エイホ、ジェフリー・ウルマン
- ラスカー賞
  - 基礎医学研究賞 - 受賞者なし
  - 臨床医学研究賞 - 受賞者なし
- ガードナー国際賞 - 竹市雅俊、ロルフ・ケムラー（英語版）、Roel Nusse、Mina J. Bissell、エレイン・フックス
- ウルフ賞
  - ウルフ賞物理学部門 - Rafi Bistritzer、Pablo Jarillo-Herrero、アラン・H・マクドナルド
  - ウルフ賞数学部門 - ヤコフ・エリアシュバーグ、サイモン・ドナルドソン
  - ウルフ賞化学部門 - 受賞者なし
  - ウルフ賞医学部門 - エマニュエル・シャルパンティエ、ジェニファー・ダウドナ
- クラリベイト引用栄誉賞
  - 物理学 - Thomas L.Carroll、Louis M.Pecora、Hongjie Dai、Alex Zettl、Carlos S. Frenk、サイモン・ホワイト
  - 化学 - 藤田誠、ムンジ・バウェンディ、Christopher B. Murray、玄澤煥、ステファン・バックワルド、ジョン・ハートウィグ
  - 生理学・医学 - 中村祐輔、Pamela J. Bjorkman、ジャック・ストロミンジャー、フーダ・ゾービ
- ショウ賞
  - 天文学 - ロジャー・ブランドフォード（英語版）
  - 生命科学および医学 - ゲロ・マイゼンブック（英語版）、ペーター・ヘーゲマン、ゲオルグ・ナーゲル（英語版）
  - 数学 - アレクサンダー・ベイリンソン、ドミトリー・カジュダン
- ブレイクスルー賞
  - 基礎物理学ブレイクスルー賞 - イベントホライズンテレスコープ
  - 生命科学ブレイクスルー賞 - ジェフリー・フリードマン、フランツ＝ウルリッヒ・ハートル、Arthur L. Horwich、デヴィッド・ジュリアス、Virginia Man-Yee Lee
  - 数学ブレイクスルー賞 - アレックス・エスキン、マリアム・ミルザハニ
- ノーベル賞
  - 物理学賞 - ロジャー・ペンローズ、ラインハルト・ゲンツェル、アンドレア・ゲズ
  - 化学賞 - エマニュエル・シャルパンティエ、ジェニファー・ダウドナ
  - 生理学・医学賞 - ハーベイ・オルター、マイケル・ホートン、チャールズ・ライス

## 死去
カッコ内は生誕年である。
- 1月3日 - ルーベン・ハーシュ、アメリカ合衆国の数学者（* 1927年）
- 1月19日 - 方守賢（英語版）、中華人民共和国の物理学者（* 1932年）
- 1月21日 - 伍法岳、中華人民共和国出身のアメリカの理論物理学者、数理物理学者、数学者（* 1932年）
- 1月25日 - 梁武東、中華人民共和国の医師、新型コロナウイルス感染症の院内感染で最初に死亡した人物（* 1959年）
- 1月26日 - ルイス・ニーレンバーグ、アメリカの数学者、アーベル賞受賞者（* 1925年）
- 1月29日 - フランク・プレス、アメリカの地球物理学者（* 1924年）
- 2月2日
  - 桐谷圭治、日本の生態学者（* 1929年）
  - フィリップ・レダー、アメリカの遺伝学者（* 1934年）
- 2月5日 - スタンリー・コーエン、アメリカの生化学者、ノーベル生理学・医学賞受賞者（* 1922年）
- 2月8日 - 軽部征夫、日本の生物工学者（* 1942年）
- 2月11日 - 金田康正、日本の計算機科学者（* 1949年）
- 2月12日 - マイケル・バーリッジ（英語版）、ジンバブエ出身のイギリスの生理学者（* 1938年）
- 2月13日 - ラジェンドラ・パチャウリ、インドの環境エネルギー専門家（* 1940年）
- 2月16日 - ラリー・テスラー、アメリカのコンピュータ科学者（* 1945年）
- 2月19日 - ヘザー・クーパー（英語版）、イギリスの天文学者（* 1949年）
- 2月24日 - キャサリン・ジョンソン、アメリカの数学者（* 1918年）
- 2月28日 - フリーマン・ジョン・ダイソン、アメリカの理論物理学者、宇宙物理学者、サイエンスライター（* 1923年）
- 3月2日 - 石原舜三、日本の地球科学者（* 1934年）
- 3月9日 - リチャード・ケネス・ガイ、イギリスの数学者（* 1916年）
- 3月15日 - 諏訪兼位、日本の地球科学者（* 1928年）
- 3月26日 - ロルフ・フーズゲン、ドイツの化学者（* 1920年）
- 3月29日 - フィリップ・アンダーソン、アメリカの物理学者、ノーベル物理学賞受賞者（* 1923年）
- 3月31日 - ライマール・リュスト（英語版）、ドイツの天体物理学者、欧州宇宙機関会長（* 1923年）
- 4月5日 - マーガレット・バービッジ、イギリスの天体物理学者（* 1919年）
- 4月8日 - ノーマン・I・プラトニック、アメリカのクモ学者（* 1951年）
- 4月9日 - 元炳旿、大韓民国の鳥類学者（* 1929年）
- 4月11日 - ジョン・ホートン・コンウェイ、イギリスの数学者（* 1937年）
- 4月16日 - 長倉三郎、日本の化学者（* 1920年）
- 4月27日 - サラ・ミレッジ・ネルソン、アメリカの考古学者（* 1931年）
- 4月28日 - ロバート・マクレディ・メイ、イギリスの生物学者（* 1936年）
- 4月29日 - ロバート・L・パーク、アメリカの物理学者（* 1931年）
- 5月8日 - 永澤満、日本の高分子物性学者（* 1960年）
- 5月9日 - ティモ・ホンケラ、フィンランドの計算機科学者（* 1962年）
- 5月26日 - オレー・ホルニキーヴィクツ、オーストリアの生化学者、ウルフ賞受賞者（* 1926年）
- 5月30日 - 金容雲、大韓民国の数学者（* 1927年）
- 6月3日 - 加藤昭夫、日本の無機材料科学者（* 1934年）
- 6月5日 - 川崎富作、日本の医師、医学博士、川崎病の発見者（* 1925年）
- 6月18日 - セルゲイ・フルシチョフ、アメリカの科学者、歴史学者（* 1935年）
- 7月6日 - ロナルド・グラハム、アメリカの数学者（* 1935年）
- 7月7日 - 眞崎知生、日本の薬理学者（* 1934年）
- 7月8日 - フロージー・ウォン・スタール（英語版）、アメリカのウイルス学者、分子生物学者（* 1949年）
- 7月13日 - グラント・イマハラ、アメリカの電子工学技術者（* 1970年）
- 7月17日 - C・S・セシャドリ（英語版）、インドの数学者（* 1932年）
- 7月23日
  - 小西正一、日本の生物学者（* 1933年）
  - パロオ・サッソーネ・コルシ（英語版）、イタリアの分子生物学者（* 1956年）
- 8月4日 - フランシス・E・アレン、アメリカの計算機科学者、チューリング賞受賞者（* 1932年）
- 8月6日 - 赤木洋勝、日本の薬学者（* 1942年）
- 8月11日 - ラッセル・キルシュ（英語版）、アメリカの計算機科学者（* 1929年）
- 8月14日 - ケネス・キューネン、アメリカの数学者（* 1943年）
- 8月19日
  - ボリス・パトン、ウクライナの金属工学者（* 1918年）
  - 中込良廣、日本の核物理学者（* 1944年）
- 9月2日 - デヴィッド・グレーバー、アメリカの人類学者（* 1961年）
- 9月6日
  - 杉村隆、日本の医学者（* 1926年）
  - ヴォーン・ジョーンズ、ニュージーランドの数学者、フィールズ賞受賞者（* 1952年）
- 9月21日 - アーサー・アシュキン、アメリカの物理学者、ノーベル物理学賞受賞者（* 1922年）
- 9月26日 - ジョン・D・バロウ、イギリスの天文学者、物理学者（* 1952年）
- 10月2日 - ヴィクター・アブラモヴィッチ・ザルガラー、ロシアの数学者（* 1920年）
- 10月7日 - マリオ・モリーナ、メキシコの化学者、ノーベル化学賞受賞者、メキシコ初のノーベル賞受賞者（* 1943年）
- 11月10日 - 相原康彦、日本の流体力学者（* 1933年）
- 11月12日 - 小柴昌俊、日本の物理学者、天文学者、ノーベル物理学賞受賞者（* 1926年）
- 11月27日 - モフセン・ファフリザデ＝マハバディー（英語版）、イランの核物理学者（* 1958年）
- 12月4日 - ナリンダー・シン・カパニー、インド出身のアメリカの物理学者（* 1926年）
- 12月6日 - 有馬朗人、日本の物理学者、俳人、政治家（* 1930年）
- 12月12日 - ジャック・シュタインバーガー、ドイツ出身のアメリカの物理学者、ノーベル物理学賞受賞者（* 1921年）
- 12月22日 - エドムンド・クラーク、アメリカの計算機科学者（* 1945年）